# Lionel Brans
Lionel Brans, né le 3 mai 1912 à Annemasse et mort le 22 septembre 1997 à Nice, est un artisan-constructeur de cycles et cyclotouriste-randonneur, pilote dans quelques concours techniques avant 1940. Il a 36 ans lorsqu’il entreprend en 1948 un raid à vélo entre Paris et Saïgon.
Animé d’un esprit scout, ancien prisonnier de guerre évadé, il veut assurer la promotion du cyclotourisme et faire connaître au monde entier l’excellence de la production française de deux roues en préparant un raid sur un long-parcours. L'idée d'un voyage entre Paris et Saïgon lui est venue en 1938. Il participe au Paris-Brest-Paris randonneur 1948 puis abandonne pendant près d’un an son épouse et ses quatre enfants pour se lancer dans cette aventure pleine de surprises et de dangers.
« Je cherche la difficulté en partant l’hiver pour traverser les Balkans. Si je réussis, cela prouvera que l’on peut passer partout en toute saison en bicyclette. »

## Une aventure de 12 710 kilomètres
Le 14 novembre 1948, vers 17 heures, entouré de nombreux cyclistes des clubs de la région parisienne, il prend le départ depuis le point kilométrique zéro situé devant Notre-Dame de Paris. Huit mois plus tard, après une cinquantaine de crevaisons, il mettra pied à terre à Calcutta (Inde), ayant parcouru 12 710 kilomètres en 98 étapes, soit une moyenne de 130 kilomètres par jour de “roulage”. La guerre en Birmanie l’empêchera de rejoindre Saïgon à vélo et c’est à bord d’un avion qu’il effectuera la dernière partie de son voyage, ce qui n’enlève rien à la valeur de son exploit.
Il a raconté son voyage dans son livre Seul à bicyclette de Paris à Saïgon paru aux éditions Amiot-Dumont en 1950 (on trouve cet ouvrage assez facilement chez les bouquinistes ou sur les sites internet spécialisés). C’est un journal de bord sans prétention littéraire, plutôt bien écrit, dont l’intérêt se situe dans le récit de voyage et dans les descriptions du monde au lendemain de la guerre.
Aidé par la Fédération française de cyclotourisme, il a régulièrement écrit des comptes rendus à la presse, notamment à la revue Le Cycliste.

## L'exploit sportif
Lionel Brans part avec une bicyclette pesant 19 kg sur laquelle il installera 41 kg de bagages (dont une tente à mât central, un duvet, deux pneus de secours, tous les outils nécessaires aux réparations et même de la nourriture en conserve au cas où...) Les cyclistes apprécieront les efforts à déployer pour hisser une telle machine (60 kg!) en haut de cols enneigés avec des pourcentages “dantesques”. Il survivra à une traversée hivernale des Balkans (jusqu’à –30 °C) qui sera marquée par une attaque de loups, mais aussi à la chaleur du désert (il ne peut poser ses mains nues sur le guidon devenu brûlant sous l’effet du soleil). Il sera attaqué par des brigands, essuiera des coups de feu, “tombera” nez à nez (ou à museau) avec un tigre en Inde, échappera à la maladie… mais arrivera “à bon port”. En cours de route, il aura perdu beaucoup de cheveux, un phénomène qu'il attribue à une décalcification d'origine alimentaire.
Le cyclotouriste contemporain sera surpris de constater comment Brans gère son effort : il roule souvent de nuit (par goût, quelquefois pour éviter la chaleur) ; il néglige les biorythmes élémentaires “effort-repos”(une notion qui l’effleure à peine) ; il s’embarque pour de longues traversées sous le soleil avec des provisions en eau insuffisantes ; son alimentation est chaotique puisque ayant très peu d’argent il se nourrit généralement de ce que lui offrent les gens rencontrés : ce n’est pas souvent équilibré, l’hygiène est relative. Bref, il avait réuni presque toutes les conditions pour échouer dans cette tentative. S’il a finalement vaincu, c’est grâce à une volonté de fer, animée par un esprit patriotique qui le forcera à pédaler, alors qu’un être ordinaire aurait certainement abandonné.
Lionel Brans s’appuiera sur le réseau diplomatique français qui lui facilitera généralement la tâche, mais surtout sur les clubs de cyclotouristes des pays traversés. Il sera ainsi célébré comme une grande vedette à Ankara (Turquie) où des banquets seront donnés en son honneur (à son entrée dans le restaurant d’un palace, l’orchestre jouera une musique française tandis que la salle l’applaudira), il sera reçu fastueusement en Iran, en Inde, rencontrera le roi du Cambodge. Il parlera avec Édith Piaf de passage à Beyrouth pour sa tournée. Plus modestement, car si les habitants des capitales et des grandes villes connaissaient son existence par la presse, dans les campagnes reculées il doit parfois prendre des précautions pour éviter les attaques (en Afghanistan, par exemple). Espérantiste, il utilisera également ce réseau pour être reçu chez l'habitant et pour se faire ouvrir des portes. 1948, comme l'avait fait plus tôt Lucien Péraire. Ce n'est pas encore la guerre froide, mais les frontières ne se franchissent pas aussi facilement qu'en ce début de XXIe siècle. Outre des lettres de recommandations, ce qui l'aidera dans ses démarches administratives et au passage des frontières, ce seront les coupures des journaux locaux qu'il exhibera devant les policiers ou les douaniers soupçonneux. Il suffisait d'y penser : ces articles furent pour lui d'excellents interprètes de papier et des sésames efficaces.

## Le calendrier du raid
- Départ de Paris le 11 novembre 1948,
- Entrée en Italie le 27 novembre,
- Entrée en Yougoslavie le 13 décembre,
- Entrée en Bulgarie le 29 décembre,
- Entrée en Turquie le 7 janvier 1949,
- Entrée en Syrie le 3 février,
- Entrée au Liban le 22 février,
- Entrée en Syrie le 3 mars,
- Entrée en Transjordanie le 8 mars,
- Entrée en Palestine le 10 mars,
- Entrée en Irak le 13 mars,
- Entrée en Iran le 3 avril,
- Entrée en Afghanistan le 1er juin,
- Entrée au Pakistan le 28 juin,
- Entrée en Inde le 5 juillet,
- Arrivée à Calcutta le 25 juillet,
- Arrivée à Saïgon (en avion) le 6 août 1949.

## La bicyclette de Lionel Brans
Son poids était d'environ 19 kg.
- Cadre : série Vitus en tubes de 28 6/10e, sauf tube diagonal de 30 8/10e.
- Porte-bagages : renforcés en tubes de 8 m/m.
- Freins : Cantilever à patins. Poignées Frexel jumelées avec les guidonnets.
- Roulements : annulaires pour pédalier, moyeux et pédales Sansax.
- Jantes : Fox pour tandem avec base creuse verrouillée.
- Manivelles : acier à emmanchement carré.
- Développements : 47/32, avec roue-libre 14/16/18/24.

source : revue Le Cycliste, janvier 1949.